# Коп'япоа
Коп'япоа, Копіапоя (Copiapoa Britton & Rose (1922)) — рід кактусів, ендемік північних провінцій Чилі.

## Етимологія

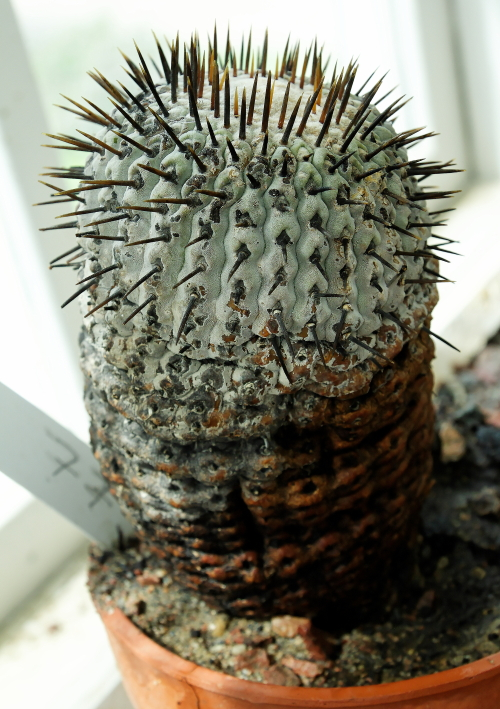
Copiapoa cinerea

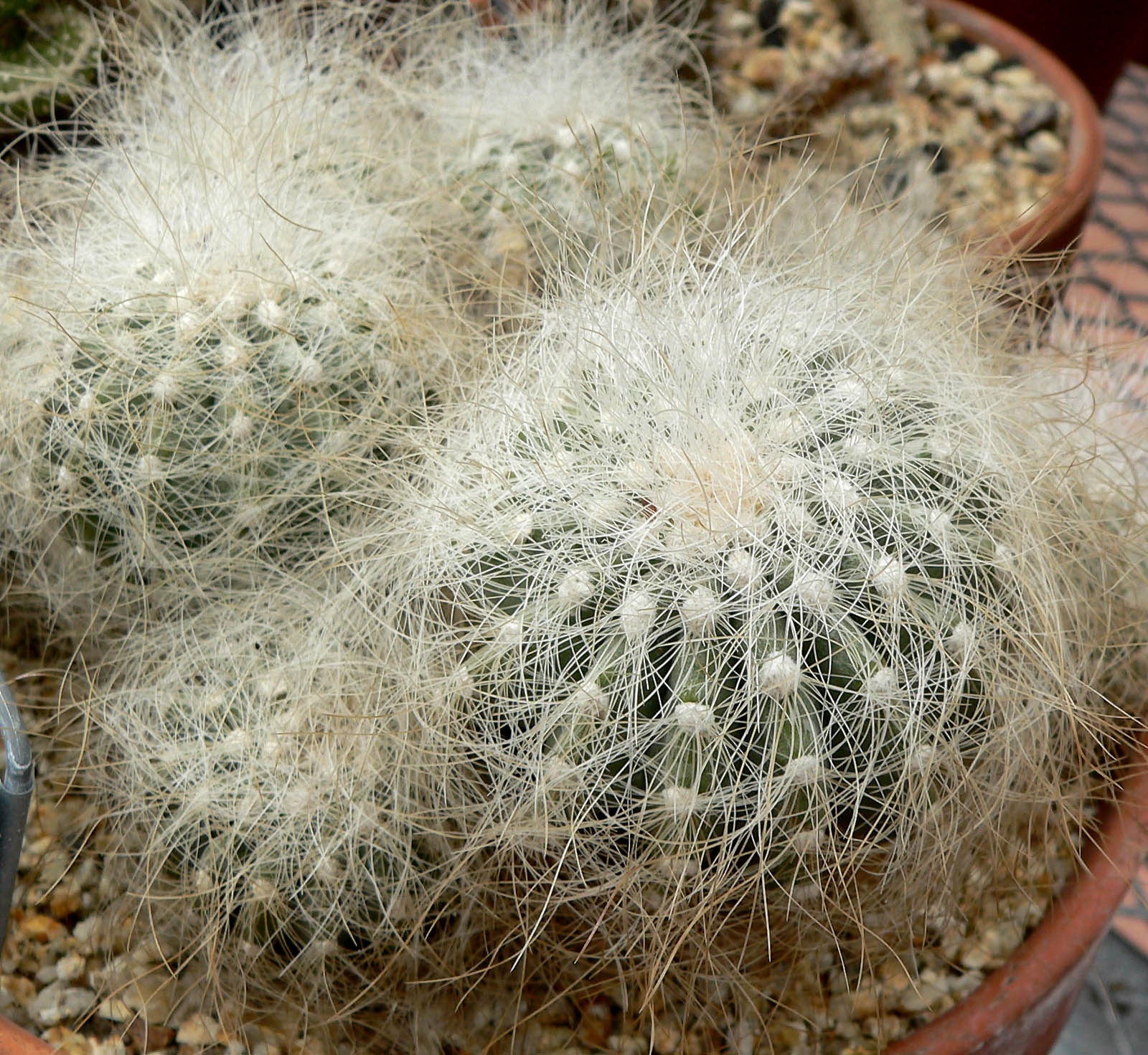
Copiapoa krainziana

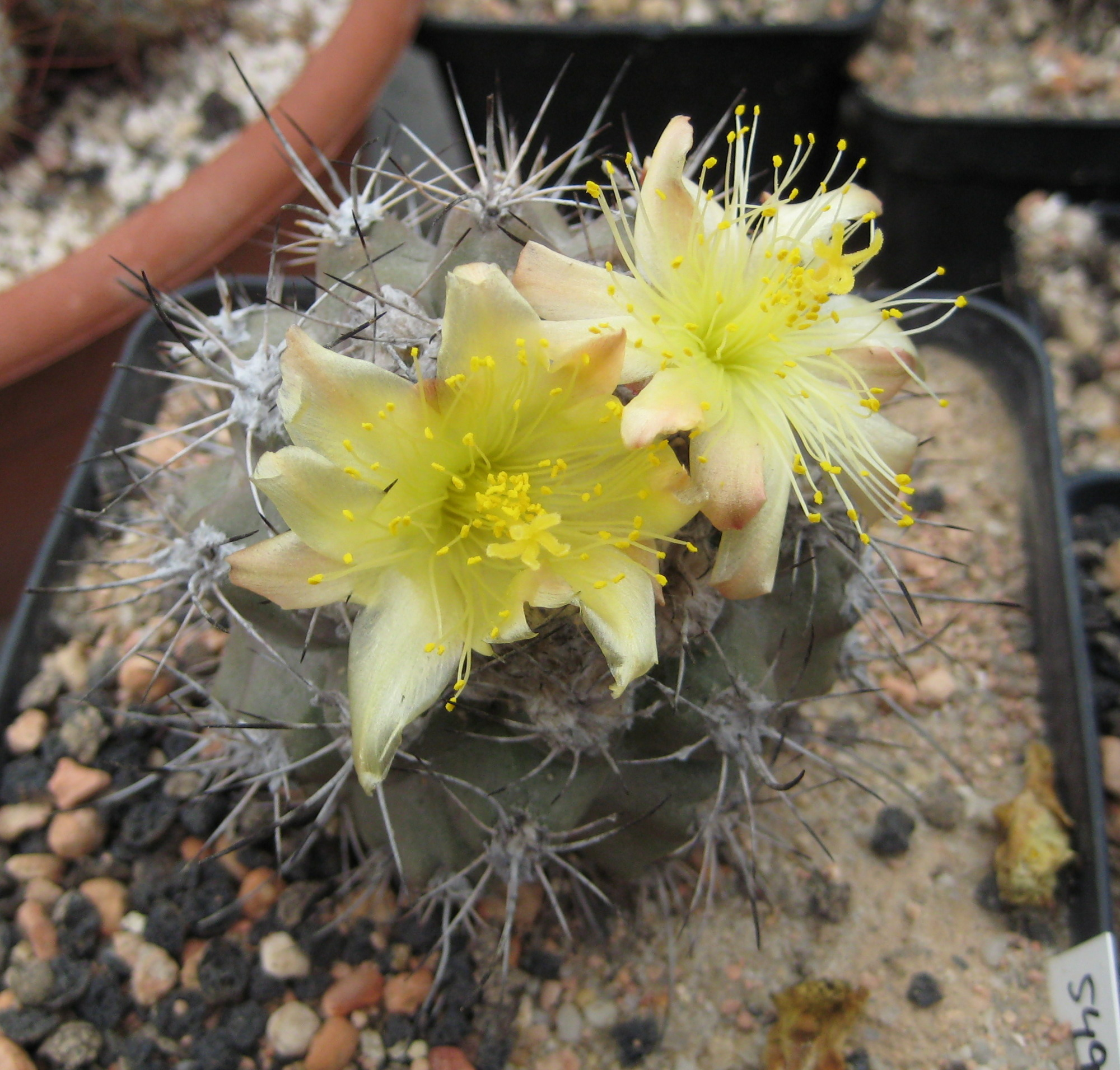
Copiapoa montana

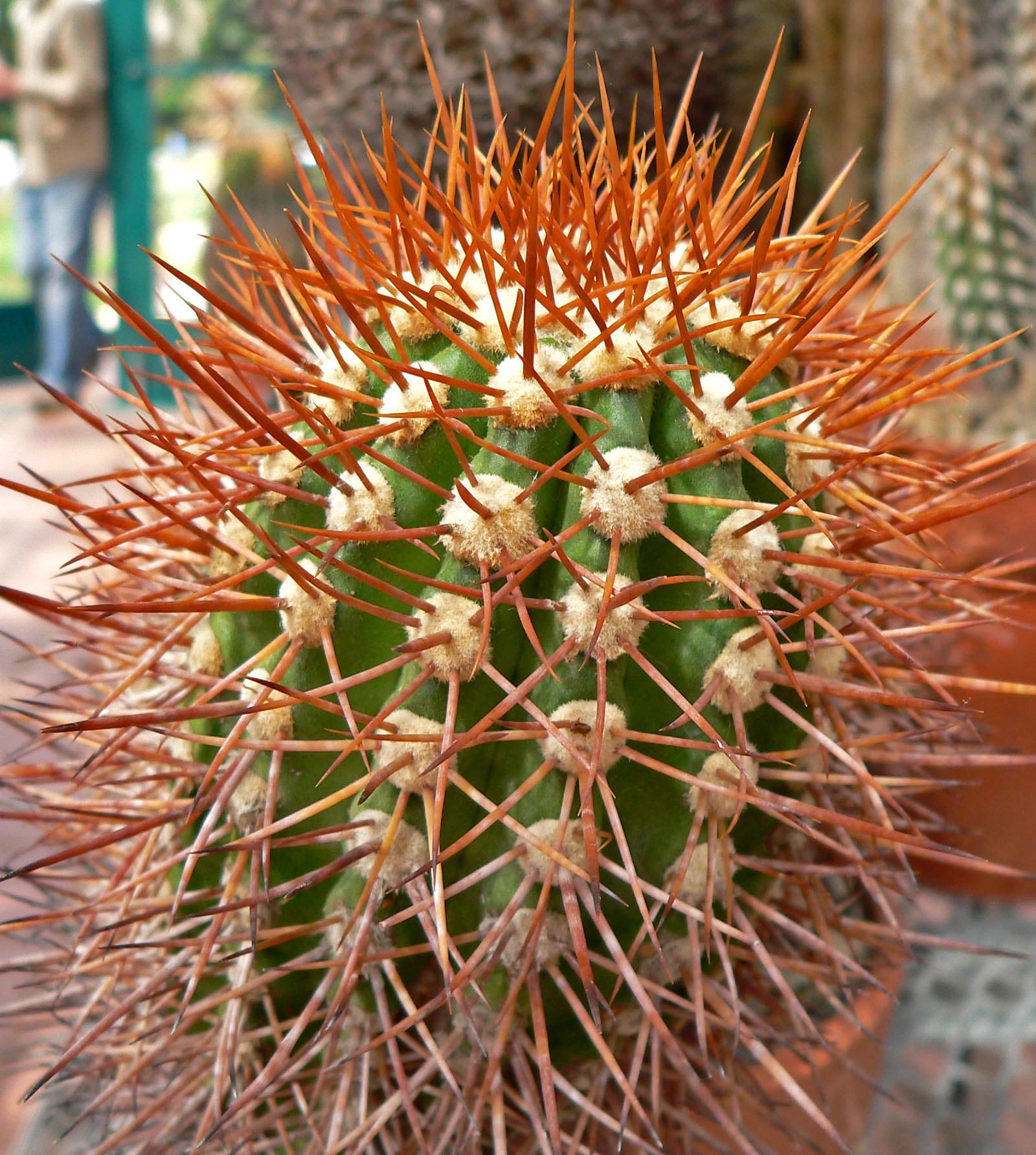
Copiapoa taltalensis

Найменування роду дали Натаніель Бріттон і Джозеф Роуз в 1922 році за назвою столиці провінції Атакама — міста Копіапо (Copiapo).

## Морфологічні ознаки
Рослини легко впізнаються за характерною будовою кулястих або короткоциліндричних стебел з восковим нальотом на епідермісі у більшості видів. Висота їх залежно від виду коливається від декількох сантиметрів до 1 м. Поверхня стебла нерідко виглядає зморщеною і ніколи не буває зеленого кольору, що характерно для заандійскіх видів. Колір епідермісу від темно-коричневого, попелясто-сірого і блакитного до зовсім білого. Всі види дають прикореневі дітки, багато утворюють дернини.
Як правило, ребра виражені слабо і представлені у вигляді великих горбків. Верхівки стебел з густою, короткою і світлою повстю. Радіальні колючки (1-12) 1-3 довжиною см, центральні (1-10) — до 4 см завдовжки. Всі колючки попелясті, коричневі, частіше чорні, прямі або зігнуті.
Квітки світло-жовті, в окремих видів з легким ароматом, з'являються на рослинах у ранньому віці. Квіткова трубка гола, коротка. Плоди голі, містять клейке насіння.

## Ареал
Центральна частина Чилі, рідко зустрічаються в передгір'ях Берегових хребтів. Виростають на берегових терасах, а також на внутрішніх схилах гір у вкрай несприятливих умовах сухих кам'янистих пустель, на піщаних осипах і твердих скелетних породах. Незважаючи на дивовижну приживлюваність, багато дослідників вважають цей рід вимираючим.
На місцях зростання копьяпоа пристосувалися до специфічних і вкрай несприятливих кліматичних умов. Стиснуті з усіх боків міжгірські долини і стрімкостінні уступи Берегових хребтів, де найчастіше зустрічаються копьяпоа, лежать в зоні частих гаруа взимку і дуже рідкісних дощів влітку. Висока відносна вологість повітря ночами і в ранкові години при температурах близьких до 15 °C змінюється виснажливою спекою безхмарних післяполуднів. У природних умовах копіапоя ростуть дуже повільно, хоча період вегетації триває цілий рік з помітним зниженням динаміки росту в зимові місяці. Висока вологість повітря при відносно низьких температурах, що є згубним для багатьох видів кактусів, копьяпоа легко переносять. Потужні, ріпоподібні коріння більшості видів міцно вростають в конгломерат, що складається з подрібнених гірських порід і твердого суглинку, з дуже низьким вмістом гумусу. Молоді рослини різко відрізняються за зовнішнім виглядом від дорослих екземплярів і потрібно кілька років, щоб сіянці придбали характерну для виду форму. Стеблові пагони копіапоя навіть при невеликих розмірах на відміну від сіянців вже містять всі зовнішні ознаки дорослих екземплярів.

## Утримання та догляд
В умовах колекцій копіапоя вимагають максимального сонячного освітлення і пористий мінералізований субстрат, який може наполовину складатися з суміші дрібного гравію з керамзитом, 30 % рівних частин суглинку і дернової землі, а решта — наповнювачі. Сіянцям в перші 2 роки їх розвитку часто додають до основного субстрату до 20 % листової землі змішаної з торф'яної крихтою.
У колекціях копіапоя ростуть швидше, ніж у природі, але це погіршує їх зовнішній вигляд, а ефектний восковий наліт на епідермісі стебел ряду видів рідко утворюється навіть при оптимальних умовах утримання. Поливати рослини у весняно-літній період можна нарівні з іншими кактусами — по мірі висихання субстрату. Тривала вологість кореневої системи може призвести до розтріскування стебла. Для нормального розвитку корисний перепад добових температур, особливо для сіянців. У зимовий час копіапоя утримують при температурі не нижче 6 °C, хоча дорослі екземпляри витримують навіть короткочасні заморозки. Кореневу систему від пересушування в зимовий період оберігають рідкісними (1 раз на місяць) зволоженнями субстрату в сонячні дні, коли температура на місцях зимівлі підвищується до 20 °C.

## Систематика
Першим європейцем, що познайомився з цими кактусами був німецький ботанік Рудольф Філіппі, що подорожував Чилі в середині 19 століття. Він та його послідовники віднесли знайдені ним кактуси до роду Ехінокактус (Echinocactus) . Лише у 1922 р. Бріттон і Роуз виділили їх в самостійний рід.
Систематика роду Copiapoa ускладнена, тому що в природних умовах часто відбувається міжвидова гібридизація, відмінні ознаки якої можуть проявитися лише в другому або третьому поколінні.
Едвард Андерсон (Edward F. Andersson) в своїй фундаментальній праці «THE CACTUS FAMILY» (2001) розділяє рід Copiapoa на 26 видів до яких долучаються 3 підвиди: